# Der Fluch (2004)
Der Fluch (Originaltitel: Büyü, deutsch Hexerei) ist ein türkischer Film aus dem Jahr 2004. Regisseur war Orhan Oğuz. Das Drehbuch schrieben Şafak Güçlü und Servet Aksoy. Der Film lief in der Türkei am 17. Dezember 2004 an. Der Kinostart in Deutschland war am 3. März 2005.

## Handlung
Eine böse Zauberin, die vor 700 Jahren lebte, hat durch ihre Magie unschuldige Kinder getötet, wofür sie von Gott nach ihrem letzten Zauber verflucht wird. In der Gegenwart bricht eine Archäologengruppe aus Istanbul zu dieser verfluchten Gegend zu Ausgrabungen auf, um dort ein handschriftliches Buch des Sultans Salih zu finden. Eine Frau im Ausgrabungsteam versucht, den Ehemann ihrer Freundin für sich zu gewinnen. Sie lässt sich dafür einen starken Zaubertrank zubereiten, mit dem sie ihre Gegenspielerin töten will. Dies aber erweckt den in der Erde dieses Ortes schlummernde Magie und Dschinns zum neuen Leben.

## Rezeption
Dem Film wird mitunter als einer der schlechtesten türkischen Filme bezeichnet: „Dümmlicher Horrorfilm mit abgedroschener Geschichte und unfähigen Darstellern, der mitunter unfreiwillig komisch wirkt, aber nicht einmal den Trash-Faktor bedient.“ Es ging das Gerücht um, dass der Film „verflucht“ sei, was ihm einen überraschenden Erfolg einbrachte. Einer der möglichen Gründe für das Gerücht ist die Tatsache, dass das Kino in der Premierennacht niederbrannte. Obwohl der Film in der westlichen Welt weitgehend unbeachtet blieb, erlangte Aydans Vergewaltigungsszene über YouTube eine erhöhte Aufmerksamkeit.